# Negalora: Íntimo
Negalora: Íntimo é o título do segundo álbum ao vivo e DVD da carreira solo da cantora e compositora brasileira Claudia Leitte, sendo o terceiro álbum lançado em sua carreira solo.  O álbum foi gravado durante um concerto beneficente no dia 13 de dezembro de 2011 no "Teatro Castro Alves" em Salvador, Bahia. O título se refere a um apelido da cantora dado por Carlinhos Brown em 2005. O trabalho inicialmente se chamaria Verde e Amarelo - Ao Vivo, sendo modificado o título posteriormente. Foi lançado pela Som Livre no dia 29 de agosto de 2012.

## Anuncio e idealização
Em 7 de setembro, Leitte confirma a gravação de seu segundo DVD e álbum ao vivo. Na ocasião a cantora afirmou que gravaria um DVD duplo, sendo a primeira parte de forma intima realizada no Teatro Castro Alves, em Salvador, no dia 23 de novembro, e a segunda no Estádio do Morumbi, em São Paulo em 17 de dezembro. O projeto se chamaria até então Verde e Amarelo - Ao Vivo. Em 14 de outubro anunciou várias mudanças no projeto, como o engavetamento da intenção de gravar um DVD duplo em duas cidades, cancelando a data até então marcada paraSão Paulo. A data em Salvador foi havia sido alterada de 23 de novembro para 13 de dezembro e o título passou de Verde e Amarelo para posteriormente Negalora. Além disso Claudia declarou que o dinheiro dos ingressos da gravação em Salvador seriam revertidos em prol do Hospital Aristides Maltez. O disco retirado do show no em Salvador, faria alusão a brasilidade e ao samba, voltando às raízes de Claudia, cantando sucessos do Babado Novo e canções que marcaram a vida pessoal
| “ | Esse DVD é uma homenagem que faço questão de prestar à Bahia, berço do meu trabalho. Uma gratidão por tudo que construí. Foi na Saúde, a dois passos do Pelô, onde me criei e vivi toda minha infância, tive o prazer de ser afagada pela música e pelas mãos do maior sambista da Bahia, Batatinha, e foi lá que subi pela primeira vez num palco. | ” |

### Participações e convidados
A primeira participação especial para a gravação do DVD anunciada, foi o cantor Carlinhos Brown, confirmado pela cantora em sua página do Twitter. Dias depois, o colunista Marrom, divulgou duas participações: Max Viana e Sergio Mendes, que também foi confirmado pela própria cantora em sua página do Twitter através de uma foto tirada com ele e a diretora do show Flavia Moraes nos bastidores da gravação do videoclipe "Magalenha", em Los Angeles, Califórnia, nos EUA. O cantor Tico Santa Cruz confirmou sua participação no DVD em sua página do Twitter.

### Figurinos
No dia 12 de dezembro de 2011, foi divulgado o croqui o primeiro de quatro figurinos que a Claudia Leitte usa na gravação do DVD no dia seguinte. O croqui divulgado, foi um vestido fluido com estampa de oceano, com decote, com braços de fora, uma fenda na perna e 20 mil cristais Swarovisks bordados à mão. O figurino foi elaborado por Liana Thomaz da grife Água de Coco.

## Repertório
Na gravação do DVD em 13 de dezembro de 2011, foi entregue ao público um folder com o repertório do DVD. A música Paixão estava no repertório, porém não foi apresentada na gravação.

## Lista de Faixas

### CD
| Negalora: Íntimo – Edição padrão | |                                                         |                         |         |  |
| N.º                              | Título | Compositor(es)                                          | Produtor(es)            | Duração |  |
| 1.                               | "Bem-vindo Amor"                                                                                          | Claudia Leitte Sérgio Rocha                             | Roberto Coelho          | 4:12    |  |
| 2.                               | "Dois Caminhos (Mestre e Aprendiz)"                                                                       | Leitte Rocha                                            | Coelho                  | 3:40    |  |
| 3.                               | "Afaste-se de mim" (Alejate de Mi)                                                                        | Mario Alberto Dominguez Zanzar - versão: Leitte         | Coelho Alex-ci          | 4:21    |  |
| 4.                               | "Crime" (participação de Henrique Cerqueira)                                                              | Henrique Cerqueira                                      | Coelho João Nabuco      | 4:12    |  |
| 5.                               | "Telegrama"                                                                                               | Zeca Baleiro                                            | Coelho Durval Luz       | 3:21    |  |
| 6.                               | "Pot-pourri: Pra Todo Efeito / Amantes Cinzas" (part. Carlinhos Brown)                                    | Batatinha Lula Carvalho Carlinhos Brown Arnaldo Antunes | Luciano Pinto           | 3:08    |  |
| 7.                               | "GPS" | Brown                                                   | Carlinhos Brown Alex-ci | 4:08    |  |
| 8.                               | "Black Man" (part. Coro UCSAL)                                                                            | Carlinhos Conceição Rubinho Silvio Mury                 | Coelho, Luz             | 4:35    |  |
| 9.                               | "O Tempo Não Pára" (part. Tico Santa Cruz)                                                                | Cazuza Arnaldo Brandão                                  | L. Pinto Luz            | 4:35    |  |
| 10.                              | "A Noite dos Jangadeiros (Clareou)"                                                                       | Jorge Vercillo Jota Veloso                              | Coelho                  | 3:11    |  |
| 11.                              | "Falando Sério"                                                                                           | Mauricio Duboc Carlos Colla                             | Nabuco                  | 3:41    |  |
| 12.                              | "Sorri, Sou Rei" (part. Max Viana)                                                                        | Alexandre Carlo                                         | Coelho Alex-ci          | 4:31    |  |
| 13.                              | "Sambah"                                                                                                  | João Nabuco                                             | Nabuco Luz              | 3:01    |  |
| 14.                              | "Locomotion Batucada"                                                                                     | Nabuco Alice Autran                                     | Nabuco                  | 2:50    |  |
| 15.                              | "Magalenha / Citação instrumental: Na Baixa do Sapateiro / Citação poema: Negalora" (part. Sérgio Mendes) | Brown / Ary Barroso / Nabuco                            | Nabuco L. Pinto         | 3:47    |  |
| Duração total:                   | Duração total:                                                                                            | Duração total:                                          | Duração total:          | 57:08   |  |

| Negalora: Íntimo – Edição bônus | |                                                         |                    |         |  |
| N.º                             | Título | Compositor(es)                                          | Produtor(es)       | Duração |  |
| 1.                              | "Bem-vindo Amor"                                                                                          | Claudia Leitte Sérgio Rocha                             | Roberto Coelho     | 4:12    |  |
| 2.                              | "Dois Caminhos (Mestre e Aprendiz)"                                                                       | Leitte Rocha                                            | Coelho             | 3:40    |  |
| 3.                              | "Afaste-se de Mim" (Alejate de Mi)                                                                        | Mario Alberto Dominguez Zanzar - versão: Leitte         | Coelho Alex-ci     | 4:21    |  |
| 4.                              | "Crime" (part. Henrique Cerqueira)                                                                        | Henrique Cerqueira                                      | Coelho João Nabuco | 4:12    |  |
| 5.                              | "Telegrama"                                                                                               | Zeca Baleiro                                            | Coelho Durval Luz  | 3:21    |  |
| 6.                              | "Pot-pourri: Pra Todo Efeito / Amantes Cinzas" (part. Carlinhos Brown)                                    | Batatinha Lula Carvalho Carlinhos Brown Arnaldo Antunes | Luciano Pinto      | 3:08    |  |
| 7.                              | "Amor Super-herói"                                                                                        | Marcony Scaramussa                                      | Coelho             | 4:06    |  |
| 8.                              | "GPS" | Brown                                                   | Brown Alex-ci      | 4:08    |  |
| 9.                              | "Black Man" (part. Coro UCSAL)                                                                            | Carlinhos Conceição Rubinho Silvio Mury                 | Coelho Luz         | 4:35    |  |
| 10.                             | "Você Existe em Mim"                                                                                      | Brown Lester Mendez Josh Groban                         | Coelho Alex-ci     | 5:02    |  |
| 11.                             | "O Tempo Não Pára" (part. Tico Santa Cruz)                                                                | Cazuza Arnaldo Brandão                                  | L. Pinto Luz       | 4:35    |  |
| 12.                             | "A Noite dos Jangadeiros (Clareou)"                                                                       | Jorge Vercillo Jota Veloso                              | Coelho             | 3:11    |  |
| 13.                             | "Falando Sério"                                                                                           | Mauricio Duboc Carlos Colla                             | Nabuco             | 3:41    |  |
| 14.                             | "Sorri, Sou Rei" (part. Max Viana)                                                                        | Alexandre Carlo                                         | Coelho Alex-ci     | 4:31    |  |
| 15.                             | "Incendeia"                                                                                               | João Nabuco                                             | Nabuco             | 3:35    |  |
| 16.                             | "Sambah"                                                                                                  | Nabuco                                                  | Nabuco Luz         | 3:01    |  |
| 17.                             | "Locomotion Batucada"                                                                                     | Nabuco Alice Autran                                     | Nabuco             | 2:50    |  |
| 18.                             | "Magalenha / Citação instrumental: Na Baixa do Sapateiro / Citação poema: Negalora" (part. Sérgio Mendes) | Brown / Ary Barroso / Nabuco                            | Nabuco L. Pinto    | 3:47    |  |
| Duração total:                  | Duração total:                                                                                            | Duração total:                                          | Duração total:     | 69:49   |  |

### DVD
| Negalora: Íntimo – DVD | |                                                         |         |  |
| N.º                    | Título | Compositor(es)                                          | Duração |  |
| 1.                     | "Pássaros" | Mikael Mutti                                            |         |  |
| 2.                     | "Dois Caminhos (Mestre e Aprendiz)"                                                                                        | Claudia Leitte Sérgio Rocha                             |         |  |
| 3.                     | "A Noite dos Jangadeiros (Clareou)"                                                                                        | Jorge Vercillo Jota Veloso                              |         |  |
| 4.                     | "Bem Vindo Amor" | Leitte Rocha                                            |         |  |
| 5.                     | "No Carnaval de Salvador"                                                                                                  | Rocha Zeca Brasileiro Adson Tapajós                     |         |  |
| 6.                     | "Telegrama" | Zeca Baleiro                                            |         |  |
| 7.                     | "GPS" | Carlinhos Brown                                         |         |  |
| 8.                     | "Afaste-se de Mim" (Alejate de Mi)                                                                                         | Mario Alberto Dominguez Zanzar - versão: Claudia Leitte |         |  |
| 9.                     | "Falando Sério" | Mauricio Duboc Carlos Colla                             |         |  |
| 10.                    | "Amor Super-herói" | Marcony Scaramussa                                      |         |  |
| 11.                    | "O Tempo Não Pára" (participação especial: Tico Santa Cruz)                                                                | Cazuza Arnaldo Brandão                                  |         |  |
| 12.                    | "Você Existe em Mim" | Brown Lester Mendez Josh Groban                         |         |  |
| 13.                    | "Magalenha / Citação instrumental: Na Baixa do Sapateiro / Citação poema: Negalora" (participação especial: Sérgio Mendes) | Brown / Ary Barroso / João Nabuco                       |         |  |
| 14.                    | "Sambah" | João Nabuco                                             |         |  |
| 15.                    | "Incendeia" | Nabuco                                                  |         |  |
| 16.                    | "Corda do Navio Negreiro" (narração por: Edson Montenegro)                                                                 | Nabuco Castro Alves                                     |         |  |
| 17.                    | "Pot-pourri: Pra Todo Efeito / Amantes Cinzas" (participação especial: Carlinhos Brown)                                    | Batatinha Lula Carvalho Carlinhos Brown Arnaldo Antunes |         |  |
| 18.                    | "Repente da Negalora" (participação especial: Carlinhos Brown)                                                             | Carlinhos Brown                                         |         |  |
| 19.                    | "Black Man" (participação especial: Coro Imucsal)                                                                          | Carlinhos Conceição Rubinho Silvio Mury                 |         |  |
| 20.                    | "Locomotion Batucada" (participação especial: Davi Pedreira)                                                               | Nabuco Alice Autran                                     |         |  |
| Duração total:         | Duração total: | Duração total:                                          | 82 min  |  |

| Negalora: Íntimo – Bônus do DVD |                                                                                           |                     |                 |  |
| N.º                             | Título                                                                                    | Compositor(es)      | Duração         |  |
| 1.                              | "Magalenha / Citação poema: Negalora" (videoclipe) (participação especial: Sérgio Mendes) | Brown / João Nabuco |                 |  |
| 2.                              | "Crime" (participação especial: Henrique Cerqueira)                                       | Henrique Cerqueira  |                 |  |
| 3.                              | "Sorri, Sou Rei" (participação especial: Max Viana)                                       | Alexandre Carlo     |                 |  |
| 4.                              | "Mas Que Nada" (participação especial: Gracinha Laporace e Sérgio Mendes)                 | Jorge Ben           |                 |  |
| Duração total:                  | Duração total:                                                                            | Duração total:      | 100 min (total) |  |

## Prêmios e Indicações
Lista de prêmios e indicações pelo álbum e os singles do Negalora: Íntimo.
| Ano  | Premiação    | Categoria    | Resultado | Notas             |
| ---- | ------------ | ------------ | --------- | ----------------- |
| 2012 | Prêmio Folia | Melhor Álbum | Venceu    | Negalora - Íntimo |

## Desempenho Comercial
No Brasil, o CD alcançou a quinta posição no Brasil Top 20 e a nona posição no Brasil Top 30. No ranking Sonora, do Portal Terra, foi o álbum mais ouvido na semana de 18 a 24 de agosto de 2012. Na parada de álbuns mais vendidos do ano de 2012, o álbum ficou na 37ª posição. Em 2013, o álbum ficou na 47ª posição. Em download digital, o álbum alcançou a primeira posição na iTunes Store brasileira. Em 12 de junho de 2014, o álbum foi o terceiro mais vendido no Panamá e o sexto mais vendido em Costa Rica. A faixa Magalenha ficou na 21ª posição no Panamá. O DVD alcançou a 3ª e 5ª posição respectivamente no Brasil Top 20 e Brasil Top 30.

## Desempenho nas tabelas musicais
| Tabela musical (2012)    | Melhor posição |
| ------------------------ | -------------- |
| Brasil (ABPD Top Álbuns) | 5              |
| Brasil (ABPD Top Álbuns) | 9              |

| Tabela Musical (2012-14)            | Melhor posição |
| ----------------------------------- | -------------- |
| Costa Rica (iTunes Store)           | 6              |
| Guatemala (iTunes Store)            | 181            |
| Panamá (iTunes Store)               | 3              |
| República Dominicana (iTunes Store) | 121            |

| Tabela Musical (2012)  | Melhor posição |
| ---------------------- | -------------- |
| Brasil (ABPD Top DVDs) | 3              |

| Tabela musical (2012)  | Melhor posição |
| ---------------------- | -------------- |
| Brasil (Top 100 Anual) | 37             |
| Tabela musical (2013)  | Melhor posição |
| Brasil (Top 100 Anual) | 47             |

| Brasil (ABPD)                                                                           | Ouro*    | +65.000^  |
| DVD                                                                                     |          |           |
| Brasil (ABPD)                                                                           | Platina* | +500.000  |
| Resumo                                                                                  |          |           |
| Total                                                                                   |          | +565.000^ |
| ^ vendas baseadas nos números de tiragens * certificado baseado nos números de tiragens |          |           |

## Histórico de lançamento
| País     | Data                  | Edição                     | Formato(s)       | Gravadora  |
| -------- | --------------------- | -------------------------- | ---------------- | ---------- |
| Brasil   | 10 de agosto de 2012  | Edição padrão              | download digital | Som Livre  |
| Brasil   | 20 de agosto de 2012  | Edição bônus               | download digital | Som Livre  |
| Brasil   | 29 de agosto de 2012  | Edição padrão Edição bônus | CD DVD CD/DVD    | Som Livre  |
| Portugal | 2 de setembro de 2013 | Edição bônus               | CD/DVD           | Sony Music |